# Mesopolobus clavicornis
Mesopolobus clavicornis är en stekelart som först beskrevs av Förster 1878.  Mesopolobus clavicornis ingår i släktet Mesopolobus, och familjen puppglanssteklar. Arten är reproducerande i Sverige.